# Marcus Aemilius Lepidus (Konsul 232 v. Chr.)
Marcus Aemilius Lepidus († 216 v. Chr.) war ein Politiker und Senator im 3. Jahrhundert v. Chr. in der römischen Republik. In den römischen Quellen ist bis auf die Ämter nahezu nichts überliefert.

## Familiengeschichte
Die Familie der Aemilii Lepidi war seit dem 3. Jahrhundert v. Chr. in der Politik Roms vertreten. Mit M. Aemilius Lepidus war 285 v. Chr. der erste aus dem Familienzweig ins Amt des Konsuls gewählt worden. Die genauen Familienbeziehung sind zwar nicht mehr genau festzustellen, doch war er wahrscheinlich Sohn oder Enkel des Konsuls von 285 v. Chr.

## Werdegang
In seinem ersten Konsulat, welches er 232 v. Chr. zusammen mit M. Poblicius Malleolus antrat, war Lepidus auf einem Feldzug in Sardinien. Im Jahr 221 v. Chr. wurde er als Suffektkonsul eingesetzt und möglicherweise zwei Jahre später 219 v. Chr. erneut.  Weiteres ist nicht bekannt.